# La Côte Feuillée
Das Stade de la Côte Feuillée ist ein Skisprungstadion in Chaux-Neuve im Département Doubs im französischen Jura und besteht aus mehreren Skisprungschanzen. Zur Anlage gehören heute eine Großschanze der Größe K 106, eine mittlere Schanze der Größe K 57 sowie drei kleine Schanzen der Größen K 28, K 10 und K 8.

## Geschichte
Im Jahre 1965 wurde in Chaux-Neuve am Hang mit dem Flurnamen La Côte Feuillée mit dem Bau einer Skisprungschanze begonnen. Beim Bau der Schanzenanlage gab es mit den Erdarbeiten Probleme. Daraufhin wurden die Arbeiten wieder eingestellt. Das Projekt wurde in der Saison 1989/1990 vor dem Hintergrund wiederaufgenommen, dass sich der französische Skiverband FFS und sein Cheftrainer Jacques Gaillard zum Ziel gesetzt hatten, bei den Olympischen Winterspielen 1992 in Albertville mindestens eine Medaille in der Nordischen Kombination zu erreichen. Chaux-Neuve sollte Trainingsstützpunkt der Nordischen Kombinierer werden. So entstanden die Schanzen K 10, K 28, K 57 und K 90. Die Einweihung der Schanzen fand im Jahr 1990 im Rahmen eines Europa-Cups der Nordischen Kombination statt. Bei den Spielen von Albertville gewann Frankreich schließlich zwei Medaillen, nämlich Gold und Silber im Einzelwettbewerb. In den folgenden Jahren wurde die Anlage mehrfach sowohl im Weltcup der Nordischen Kombination als auch im B-Weltcup eingesetzt.
2010 wurde die K-90-Schanze zu einer K 106 umgebaut. Die neue Schanze wurde lokal am 14. Dezember eingeweiht. Die internationale Einweihung fand am 22. und 23. Januar 2011 im Rahmen des Nordische-Kombination-Weltcups statt.

## Internationale Wettbewerbe
Zusätzlich zu den Weltcups der Nordischen Kombination in Chaux-Neuve wurden auch folgende, von der FIS organisierte Sprungwettbewerbe im Stade de la Côte Feuillée ausgetragen:

### Nordische Kombination
| Datum             | Kategorie | Schanze | 1. Platz          | 2. Platz       | 3. Platz           |
| ----------------- | --------- | ------- | ----------------- | -------------- | ------------------ |
| 23. Dezember 1990 | B-Weltcup | K90     | Fabrice Guy       | Andreas Schaad | Francis Repellin   |
| 14. März 1993     | B-Weltcup | K90     | Sylvain Guillaume | Thomas Abratis | Frédéric Baud      |
| 2. März 2001      | B-Weltcup | K90     | Andrej Jezeršek   | Ronny Heer     | Milan Kučera       |
| 4. März 2001      | B-Weltcup | K90     | Andrej Jezeršek   | Kris Erichsen  | Marcel Höhlig      |
| 13. März 2010     | Alpencup  | K90     | Manuel Faißt      | Johannes Firn  | Mattia Runggaldier |
| 14. März 2010     | Alpencup  | K90     | Johannes Firn     | Samuel Costa   | Tobias Simon       |

### Spezialspringen
| Datum           | Kategorie | Schanze | 1. Platz          | 2. Platz                      | 3. Platz                      |
| --------------- | --------- | ------- | ----------------- | ----------------------------- | ----------------------------- |
| 3. Februar 2007 | FIS-Cup   | HS97    | David Unterberger | Pawel Karelin                 | Markus Eggenhofer             |
| 4. Februar 2007 | FIS-Cup   | HS97    | David Unterberger | Guido Landert Pawel Karelin   |                               |
| 13. März 2010   | Alpencup  | HS100   | Thomas Diethart   | Adrian Schuler                | Stefan Kraft                  |
| 14. März 2010   | Alpencup  | HS100   | Jaka Hvala        | Adrian Schuler Thomas Lackner |                               |
| 12. März 2011   | Alpencup  | HS118   | Thomas Lackner    | Tobias Lugert                 | Markus Schiffner Daniel Huber |
| 13. März 2011   | Alpencup  | HS118   | Markus Schiffner  | Thomas Lackner                | Lukas Müller                  |
| 3. März 2012    | Alpencup  | HS118   | Anže Lanišek      | Ulrich Wohlgenannt            | Kevin Göschl                  |
| 4. März 2012    | Alpencup  | HS118   | Anže Lanišek      | Ulrich Wohlgenannt            | Karl Geiger                   |
| 2. März 2013    | Alpencup  | HS118   | Matic Benedik     | Michael Dreher                | Michael Herrmann              |
| 3. März 2013    | Alpencup  | HS118   | Elias Tollinger   | Matic Benedik                 | Cene Prevc                    |
| 8. März 2014    | Alpencup  | HS118   | Paul Winter       | David Siegel                  | Martin Hamann                 |
| 9. März 2014    | Alpencup  | HS118   | Elias Tollinger   | Patrick Streitler             | Dominik Mayländer             |